# Grammy Award for Best Classical Album

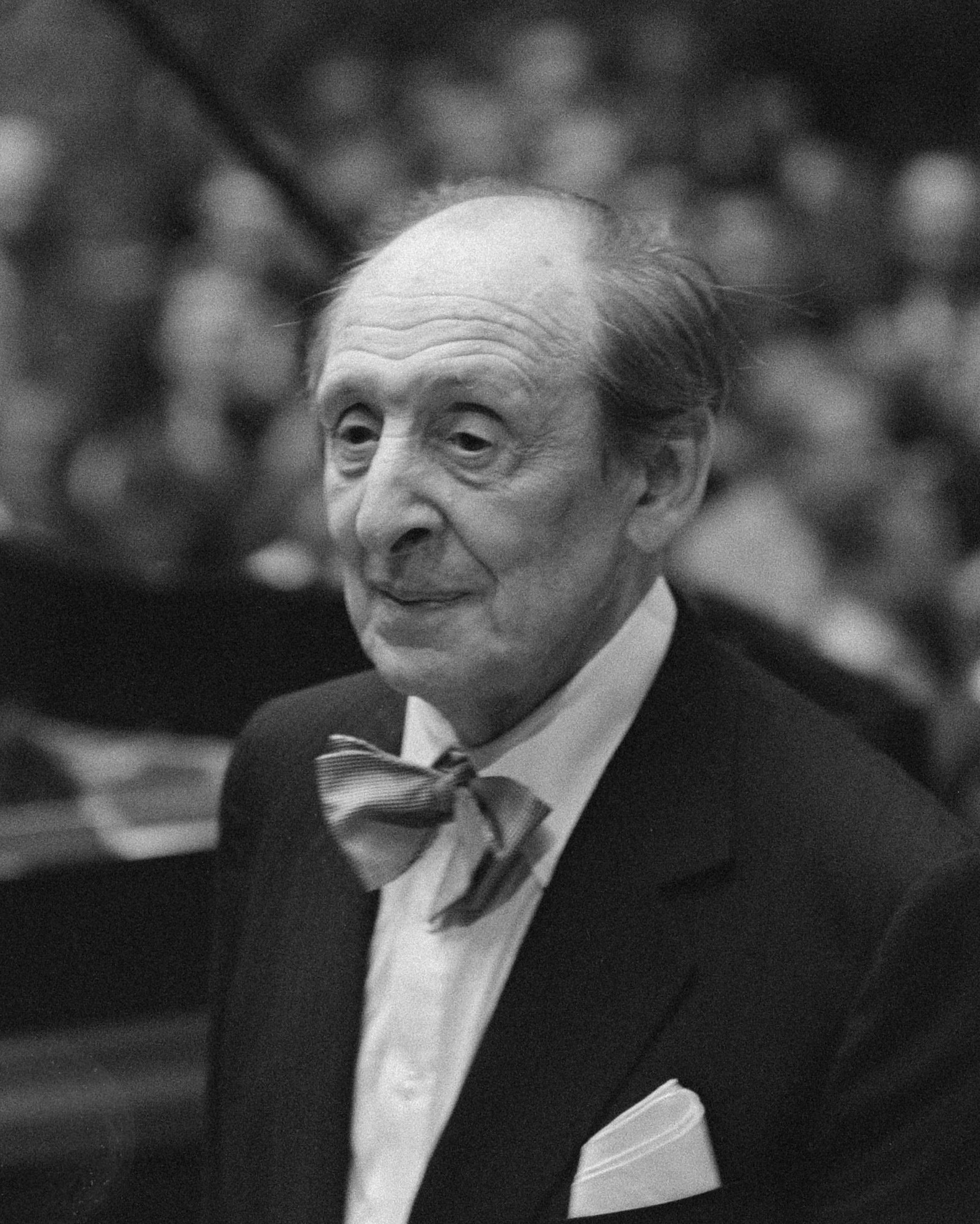
Vladimir Horowitz hat den Grammy Award for Best Classical Album insgesamt sechs Mal erhalten

Der Grammy Award for Best Classical Album, auf Deutsch „Grammy-Auszeichnung für das beste klassische Album“, ist ein Musikpreis, der von 1962 bis 2011 von der amerikanischen Recording Academy im Bereich der klassischen Musik verliehen wurde.

## Geschichte und Hintergrund
Die seit 1959 verliehenen Grammy Awards werden jährlich in zahlreichen Kategorien von der Recording Academy in den Vereinigten Staaten vergeben, um künstlerische Leistung, technische Kompetenz und hervorragende Gesamtleistung ohne Rücksicht auf die Album-Verkäufe oder Chart-Position zu würdigen.
Eine dieser Kategorien war der Grammy Award for Best Classical Album. Der Preis wurde von 1962 bis 2011 vergeben und hatte mehrere geringfügige Namensänderungen:
- Von 1962 bis 1963, 1965 bis 1972 und 1974 bis 1976 hieß die Auszeichnung Grammy Award for Album of the Year - Classical
- 1964 und 1977 nannte sie sich Grammy Award for Classical Album of the Year
- 1973 und ab 1978 hieß der Preis Grammy Award for Best Classical Album.

Die Auszeichnung wurde 2012 im Rahmen einer umfassenden Überarbeitung der Grammy-Kategorien eingestellt. Seit diesem Zeitpunkt können auch Klassikalben in der Kategorie Grammy Award for Album of the Year ausgezeichnet werden.

## Gewinner und Nominierte
| Jahr | Gewinner | Nationalität                                                                           | Album                                                                                                 | Nominierte | Bild des/der Gewinner(s)                                               |
| ---- | --- | -------------------------------------------------------------------------------------- | --- | --- | ---------------------------------------------------------------------- |
| 1962 | Igor Strawinsky (Dirigent) und das Columbia Symphony Orchestra | Russland Frankreich Vereinigte Staaten                                                 | Strawinsky Conducts 1960: Le sacre du printemps; Petruschka                                           | |                                                                        |
| 1963 | Vladimir Horowitz | Vereinigte Staaten                                                                     | Columbia Records Presents Vladimir Horowitz                                                           | |                                                                        |
| 1964 | Benjamin Britten (Dirigent) und das London Symphony Orchestra | Vereinigtes Königreich                                                                 | Britten: War Requiem                                                                                  | |                                                                        |
| 1965 | Leonard Bernstein (Dirigent) und die New Yorker Philharmoniker | Vereinigte Staaten                                                                     | Bernstein: Symphonie Nr. 3 „Kaddish“                                                                  | |                                                                        |
| 1966 | Thomas Frost (Produzent) und Vladimir Horowitz | Vereinigte Staaten                                                                     | Horowitz at Carnegie Hall - An Historic Return                                                        | |                                                                        |
| 1967 | Howard Scott (Produzent), Morton Gould (Dirigent) und das Chicago Symphony Orchestra | Vereinigte Staaten                                                                     | Ives: Symphonie Nr. 1 in D-Moll                                                                       | |                                                                        |
| 1968 | John McClure (Produzent), Leonard Bernstein (Dirigent), verschiedene Künstler und das London Symphony Orchestra | Vereinigte Staaten Vereinigtes Königreich                                              | Mahler: Sinfonie Nr. 8 (Sinfonie der Tausend)                                                         | |                                                                        |
| 1968 | Thomas Z. Shepard (Produzent), Pierre Boulez (Dirigent), Ingeborg Lasser, Isabel Strauss, Walter Berry, Fritz Uhl, Choeur Nationale de Paris und das Orchestra of Paris National Opera | Vereinigte Staaten Frankreich Deutschland Österreich                                   | Berg: Wozzeck                                                                                         | |                                                                        |
| 1969 | Keine Vergabe des Grammy Award for Best Classical Album in diesem Jahr | Keine Vergabe des Grammy Award for Best Classical Album in diesem Jahr                 | Keine Vergabe des Grammy Award for Best Classical Album in diesem Jahr                                | Keine Vergabe des Grammy Award for Best Classical Album in diesem Jahr | Keine Vergabe des Grammy Award for Best Classical Album in diesem Jahr |
| 1970 | Rachel Elkind (Produzent) und Wendy Carlos | Vereinigte Staaten                                                                     | Switched-On Bach                                                                                      | |                                                                        |
| 1971 | Erik Smith (Produzent), Colin Davis (Dirigent), verschiedene Künstler und Chor und Orchester des Royal Opera House | Vereinigtes Königreich                                                                 | Berlioz: Les Troyens                                                                                  | |                                                                        |
| 1972 | Thomas Frost, Richard Killough (Produzenten) und Vladimir Horowitz | Vereinigte Staaten                                                                     | Horowitz Plays Rachmaninoff (Etudes-Tableaux Piano Music; Sonatas)                                    | |                                                                        |
| 1973 | David Harvey (Produzent), Georg Solti (Dirigent), verschiedene Künstler, der Wiener Singverein, die Wiener Sängerknaben und das Chicago Symphony Orchestra | Ungarn Österreich Vereinigte Staaten                                                   | Mahler: Sinfonie Nr. 8 in Es-Dur (Sinfonie der Tausend)                                               | |                                                                        |
| 1974 | Thomas Z. Shepard (Produzent), Pierre Boulez (Dirigent) und die New Yorker Philharmoniker | Vereinigte Staaten Frankreich                                                          | Bartók: Konzert für Orchester                                                                         | |                                                                        |
| 1975 | David Harvey (Produzent), Georg Solti (Dirigent) und das Chicago Symphony Orchestra | Vereinigte Staaten Ungarn                                                              | Berlioz: Symphonie fantastique                                                                        | |                                                                        |
| 1976 | Raymond Minshull (Produzent), Georg Solti (Dirigent) und das Chicago Symphony Orchestra | Vereinigte Staaten Ungarn                                                              | Beethoven: Symphonien 1-9 (Gesamtaufnahme)                                                            | |                                                                        |
| 1977 | Max Wilcox (Produzent), Daniel Barenboim (Dirigent), Arthur Rubinstein und das London Philharmonic Orchestra | Vereinigte Staaten Argentinien Israel Polen Vereinigtes Königreich                     | Beethoven: Die fünf Klavierkonzerte                                                                   | |                                                                        |
| 1978 | Thomas Frost (Produzent), Leonard Bernstein (Dirigent), Dietrich Fischer-Dieskau, Vladimir Horowitz, Yehudi Menuhin, Mstislaw Leopoldowitsch Rostropowitsch, Isaac Stern, Lyndon Woodside und die New Yorker Philharmoniker | Vereinigte Staaten Deutschland Schweiz Vereinigtes Königreich Russland                 | Concert of the Century                                                                                | |                                                                        |
| 1979 | Christopher Bishop (Produzent), Carlo Maria Giulini (Dirigent), Itzhak Perlman und das Chicago Symphony Orchestra | Italien Vereinigte Staaten                                                             | Brahms: Konzert für Violine in D-Dur                                                                  | |                                                                        |
| 1980 | James Mallinson (Produzent), Georg Solti (Dirigent) und das Chicago Symphony Orchestra | Ungarn Vereinigte Staaten                                                              | Brahms: Symphonien (1-4)                                                                              | |                                                                        |
| 1981 | Gunther Breest, Michael Horwath (Produzenten), Pierre Boulez (Dirigent), Toni Blankenheim, Franz Mazura, Yvonne Minton, Teresa Stratas und das Orchestre de l’Opera de Paris | Frankreich Deutschland Österreich Australien Kanada                                    | Berg: Lulu                                                                                            | |                                                                        |
| 1982 | James Mallinson (Produzent), Georg Solti (Dirigent) und das Chicago Symphony Orchestra und Chor | Ungarn Vereinigte Staaten                                                              | Mahler: Symphonie Nr. 2 in C-Moll                                                                     | |                                                                        |
| 1983 | Samuel H. Carter (Produzent) und Glenn Gould | Kanada                                                                                 | Bach: Goldberg-Variationen                                                                            | |                                                                        |
| 1984 | James Mallinson (Produzent), Georg Solti (Dirigent) und das Chicago Symphony Orchestra | Ungarn Vereinigte Staaten                                                              | Mahler: Symphonie Nr. 9 in D-Dur                                                                      | |                                                                        |
| 1985 | John Strauss (Produzent), Neville Marriner (Dirigent), den Choristers of Westminster Abbey, dem Ambrosian Opera Chorus und der Academy of St. Martin in the Fields | Vereinigte Staaten Vereinigtes Königreich                                              | Amadeus (Original Soundtrack)                                                                         | |                                                                        |
| 1986 | Robert Woods (Produzent), Robert Shaw (Dirigent), John Aler und das Atlanta Symphony Orchestra und Chor | Vereinigte Staaten                                                                     | Berlioz: Requiem                                                                                      | |                                                                        |
| 1987 | Thomas Frost (Produzent) und Vladimir Horowitz | Vereinigte Staaten                                                                     | Horowitz – The Studio Recordings, New York 1985                                                       | |                                                                        |
| 1988 | Thomas Frost (Produzent) und Vladimir Horowitz | Vereinigte Staaten                                                                     | Horowitz in Moscow                                                                                    | |                                                                        |
| 1989 | Robert Woods (Produzent), Robert Shaw (Dirigent) und das Atlanta Symphony Orchestra und Chor | Vereinigte Staaten                                                                     | Verdi: Requiem & Operatic Choruses                                                                    | |                                                                        |
| 1990 | Wolf Erichson (Produzent) und das Emerson String Quartet | Vereinigte Staaten                                                                     | Bartók: 6 Streichquartette                                                                            | |                                                                        |
| 1991 | Hans Weber (Produzent), Leonard Bernstein (Dirigent) und die New Yorker Philharmoniker | Vereinigte Staaten                                                                     | Ives: Symphonie Nr. 2; Gong On the Hook and Ladder; Central Park in the Dark; The Unanswered Question | |                                                                        |
| 1992 | Hans Weber (Produzent), Leonard Bernstein (Dirigent), Kurt Ollmann, June Anderson, Nicolai Gedda, Adolph Green, Jerry Hadley, Della Jones, Christa Ludwig und das London Symphony Orchestra | Vereinigte Staaten Schweden Vereinigtes Königreich Deutschland                         | Bernstein: Candide                                                                                    | |                                                                        |
| 1993 | Horst Dittberner (Produzent), Leonard Bernstein (Dirigent) und die Berliner Philharmoniker | Vereinigte Staaten Deutschland                                                         | Mahler: Symphonie Nr. 9                                                                               | |                                                                        |
| 1994 | Karl-August Naegler (Produzent), Pierre Boulez (Dirigent), John Aler, John Tomlinson und das Chicago Symphony Orchestra und Chor | Frankreich Vereinigte Staaten Vereinigtes Königreich                                   | Bartók: Der holzgeschnitzte Prinz und Cantata profana                                                 | |                                                                        |
| 1995 | Karl-August Naegler (Produzent), Pierre Boulez (Dirigent) und das Chicago Symphony Orchestra | Frankreich Vereinigte Staaten                                                          | Bartók: Concerto for Orchestra; Four Orchestral Pieces, Op. 12                                        | |                                                                        |
| 1996 | Karl-August Naegler (Produzent), Pierre Boulez (Dirigent) und das Cleveland Orchestra und Chor | Frankreich Vereinigte Staaten                                                          | Debussy: La Mer; Nocturnes; Jeux                                                                      | |                                                                        |
| 1997 | Joanna Nickrenz (Produzent), Leonard Slatkin (Dirigent), verschiedene Künstler, Michelle De Young, der Washington Oratorio Society Male Chor, der Washington Choral Arts Society Male Chor und das National Symphony Orchestra | Vereinigte Staaten                                                                     | Corigliano: Of Rage and Remembrance                                                                   | |                                                                        |
| 1998 | Steven Epstein (Produzent), David Zinman (Dirigent), Yo-Yo Ma und das Philadelphia Orchestra | Vereinigte Staaten                                                                     | Premieres – Cello Concertos (Werke von Richard Danielpour, Leon Kirchner, Christopher Rouse)          | |                                                                        |
| 1999 | James Mallinson (Produzent), Robert Shaw (Dirigent) und das Atlanta Symphony Orchestra und Chor | Vereinigtes Königreich Vereinigte Staaten                                              | Barber: Prayers of Kierkegaard/Vaughan Williams: Dona Nobis Pacem/Bartók: Cantata Profana             | |                                                                        |
| 2000 | Andreas Neubronner (Produzent), Michael Tilson Thomas (Dirigent), der Ragazzi Boys Chor, der San Francisco Girl’s Chor und das San Francisco Symphony Orchestra und Chor | Vereinigte Staaten                                                                     | Strawinsky: Der Feuervogel; Le sacre du printemps; Persephone                                         | |                                                                        |
| 2001 | Da-Hong Seetoo, Max Wilcox (Produzenten und Toningenieure) und der Emerson String Quartet | Volksrepublik China Vereinigte Staaten                                                 | Schostakowitsch: Die Streichquartette                                                                 | |                                                                        |
| 2002 | James Mallinson (Produzent), Simon Rhodes (Toningenieur), Colin Davis (Dirigent), Petra Lang, Michelle DeYoung, Ben Heppner, Peter Mattei, Stephen Milling, Sara Mingardo, Kenneth Tarver und das London Symphony Orchestra und Chor | Vereinigtes Königreich Deutschland Kanada Schweden Dänemark Italien Vereinigte Staaten | Berlioz: Les Troyens                                                                                  | |                                                                        |
| 2003 | Thomas Moore (Produzent), Michael J. Bishop (Toningenieur), Robert Spano (Dirigent), Norman Mackenzie (Chorleiter), Christine Goerke, Brett Polegato und das Atlanta Symphony Orchestra und Chor | Vereinigte Staaten Kanada                                                              | Vaughan Williams: A Sea Symphony                                                                      | |                                                                        |
| 2004 | Andreas Neubronner (Produzent), Michael Tilson Thomas (Dirigent) und Michelle DeYoung, Vance George, der Pacific Boychoir, der San Francisco Girl’s Chor und die San Francisco Symphony und Chor | Vereinigte Staaten                                                                     | Mahler: Symphonie Nr. 3; Kindertotenlieder                                                            | |                                                                        |
| 2005 | John Adams, Lawrence Rock, Richard Elkind (Produzenten), Lorin Maazel (Dirigent), der Brooklyn Youth Chor, die New York Choral Artists und die New Yorker Philharmoniker | Vereinigte Staaten                                                                     | Adams: On the Transmigration of Souls                                                                 | |                                                                        |
| 2006 | Tim Handley (Produzent), Leonard Slatkin (Dirigent), Jerry Blackstone, William Hammer, Jason Harris, Christopher Kiver, Carole Ott und Marie Alice Stollack (Chorleiter), Christine Brewer, Joan Morris und das University of Michigan School of Music Symphony Orchestra | Vereinigte Staaten                                                                     | Bolcom: Songs of Innocence and Songs of Experience                                                    | |                                                                        |
| 2007 | Michael Tilson Thomas (Dirigent); Andreas Neubronner (Produzent) und die San Francisco Symphony | Vereinigte Staaten                                                                     | Mahler: Symphonie Nr. 7                                                                               | - Beethoven: Symphonien Nr. 1–9 vom London Symphony Orchestra unter Leitung von Bernard Haitink (Produzent: James Mallinson) - Lieberson: Rilke Songs, The Six Realms, Horn Concerto von Justin Brown, Donald Palma, Michaela Fukacova, Lorraine Hunt Lieberson, William Purvis, Peter Serkin und dem Odense Symphony Orchestra (Produzent: David Starobin) - Martha Argerich And Friends: Live From The Lugano Festival 2005 von Martha Argerich And Friends (Produzent: Ulrich Ruscher) - Mozart: La clemenza di Tito" von Marie-Claude Chappuis, Bernarda Fink, Sergio Foresti, Sunhae Im, Mark Padmore, Alexandrina Pendatchanska und dem Freiburger Barockorchester unter Leitung von René Jacobs (Produzent: Martin Sauer)                 |                                                                        |
| 2008 | Leonard Slatkin (Dirigent); Tim Handley (Produzent) und die Nashville Symphony | Vereinigte Staaten                                                                     | Tower: Made in America                                                                                | - Cherubin: „Missa Solemnis In E“ von Ildar Abrazakov, Herbert Lippert, Marianna Pizzolato, Ruth Ziesak und dem Symphonieorchester des Bayerischen Rundfunks unter Leitung von Riccardo Muti (Produzent: Wilhelm Meister) - Grechaninov: Passion Week vom Phoenix Bach Choir und dem Kansas City Chorale unter Leitung von Charles Bruffy (Technik: John Newton) (Produzent: Charles Bruffy) - Homage: The Age Of The Diva von Valery Gergiev und dem Orchestra Of The Mariinsky Theatre (Produzenten: Renée Fleming, David Frost) - Lorraine Hunt Lieberson Sings Peter Lieberson: Neruda Songs von Lorraine Hunt Lieberson und dem Boston Symphony Orchestra unter Leitung von James Levine (Produzent: Lorraine Hunt Lieberson, Dirk Sobotka) |                                                                        |
| 2009 | Fred Vogler (Produzent), James Conlon (Dirigent), Anthony Dean Griffey, Patti LuPone, Audra McDonald, Donnie Ray Albert, John Easterlin, Steven Humes, Mel Ulrich, Robert Wörle, das Los Angeles Opera Orchestra und der Los Angeles Opera Chor | Vereinigte Staaten                                                                     | Kurt Weill: Aufstieg und Fall der Stadt Mahagonny                                                     | - Maria vom Orchestra La Scintilla unter Leitung von Ádám Fischer - Tarik O'Regan: Threshold of Night von Conspirare und der Company of Voices unter Leitung von Craig Hella Johnson - Schönberg/Sibelius: Violin Concertos von Hilary Hahn und dem Swedish Radio Symphony Orchestra unter Leitung von Esa-Pekka Salonen - Spotless Rose: Hymns to the Virgin Mary vom Phoenix Chorale unter Leitung von Charles Bruffy |                                                                        |
| 2010 | Michael Tilson Thomas (Dirigent); Ragnar Bohlin, Kevin Fox und Susan McMane (Chorleiter); Andreas Neubronner (Produzent); Peter Laenger, Andreas Neubronner (Toningenieure); Katarina Karnéus, Laura Claycomb, Anthony Dean Griffey, Quinn Kelsey, James Morris, Yvonne Naef, Elza van den Heever & Erin Wall (Solisten); die San Francisco Symphony; der Pacific Boychoir, der San Francisco Girls Chor und der San Francisco Symphony Chor | Vereinigte Staaten                                                                     | Mahler: Symphonie Nr. 8; Adagio aus Symphonie Nr. 10                                                  | - Bernstein: Mass von Jubilant Sykes und dem Baltimore Symphony Orchestra unter Leitung von Marin Alsop - Ravel: Daphnis et Chloé vom Boston Symphony Orchestra und dem Tanglewood Festival Chorus unter Leitung von James Levine - Ravel: L’enfant et les sortilèges vom Chicago Symphony Chorus, dem Chattanooga Boys Choir und dem Nashville Symphony Orchestra unter Leitung von Alastair Willis - Schostakowitsch: Die Nase von den Solisten, dem Orchester und dem Chor des Mariinski unter Leitung von Waleri Gergijew |                                                                        |
| 2011 | Riccardo Muti (Dirigent), Duain Wolfe (Chorleiter), Ildar Abdrazakov, Olga Borodina, Barbara Frittoli, Mario Zeffiri, das Chicago Symphony Orchestra, der Chicago Symphony Chor, Christopher Alder (Produzent), David Frost, Tom Lazarus, Christopher Willis und Silas Brown (Toningenieure) | Italien Russland Vereinigte Staaten Vereinigtes Königreich                             | Verdi: Requiem                                                                                        | - Bruckner: Symphonien Nr. 3 & 4 vom Royal Concertgebouw Orchestra unter Leitung von Mariss Jansons - Daugherty: Metropolis Symphony; Deus Ex Machina von Terrence Wilson; Nashville Symphony Orchestra unter Leitung von Giancarlo Guerrero - Mackey, Steven: Dreamhouse vom Boston Modern Orchestra Project; Synergy Vocals unter Leitung von Gil Rose - Sacrificium von Il Giardino Armonico unter Leitung von Giovanni Antonini |                                                                        |